# اداوزايكو (إدا وكلول)
اداوزايكو هي إحدى مشيخات المملكة المغربية، تتبع جغرافيا لإقليم الصويرة وإداريًا لإدا وكلول. يقدر عدد سكانها بـ 2738 نسمة حسب الإحصاء الرسمي للسكان والسكنى لسنة 2004.